# Demino Ski Marathon

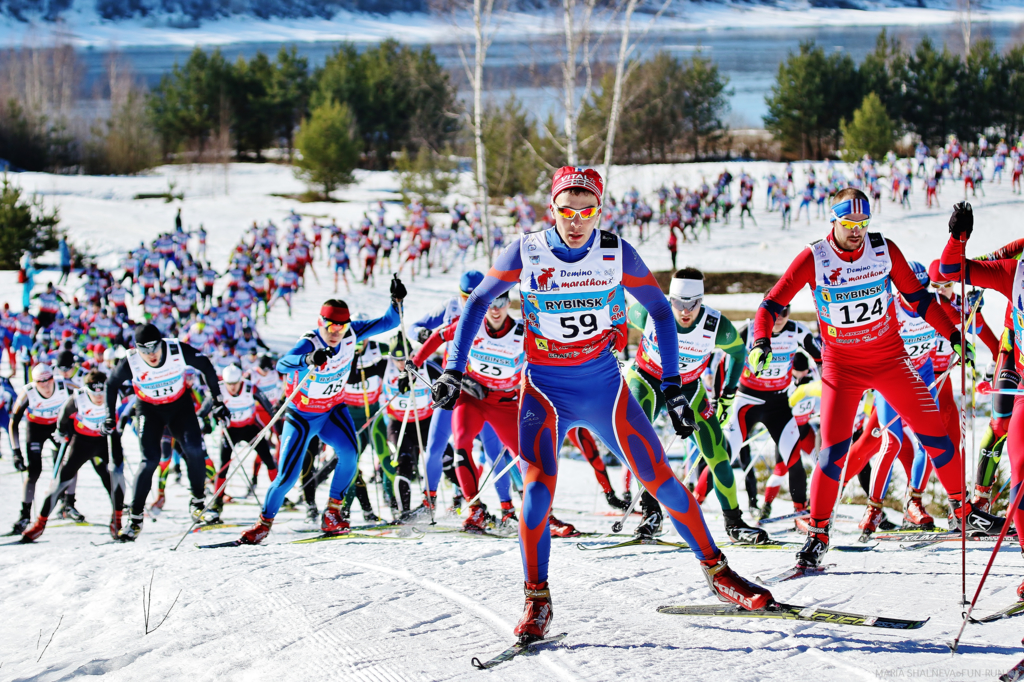
Denimo Ski Marathon 2015

Le Demino Ski Marathon (Дёминский лыжный марафон en russe) est une course de ski de fond longue distance organisée en Russie, chaque année au mois de mars depuis 2007 au Centre de ski de Demino, près de Rybinsk. L'événement intègre le calendrier de la Worldloppet en 2012 et se court sur une distance de 50 kilomètres en style libre.

## Histoire
Il s'agit de la course de ski de fond la plus populaire en Russie.